# SN 2008ed
SN 2008ed – supernowa typu II odkryta 15 lipca 2008 roku w galaktyce UGC 2740. W momencie odkrycia miała maksymalną jasność 15,40m.